# Gran Premio motociclistico del Belgio 1976
Il Gran Premio motociclistico del Belgio fu il settimo appuntamento del motomondiale 1976.
Si svolse il 4 luglio 1976 sul Circuito di Spa-Francorchamps. Corsero tutte le classi tranne, come d'abitudine, la 350. Il caldo portò ad accorciare molte delle gare in programma.
In 500 John Williams vinse sorpassando all'ultimo giro Barry Sheene. Ritirato Giacomo Agostini, mentre Phil Read non si presentò alle prove, annunciando il suo ritiro.
La gara della 250 vide Walter Villa in testa dall'inizio alla fine. Secondo Paolo Pileri sulla nuova Morbidelli a telaio Bimota.
Pier Paolo Bianchi si ritirò al quinto giro della gara della 125 con uno pneumatico forato, lasciando la vittoria ad Ángel Nieto.
Herbert Rittberger si dimostrò imbattibile nella gara della 50.
Nei sidecar la lotta si restrinse a Rolf Steinhausen e Werner Schwärzel.

## Classe 500

### Arrivati al traguardo
| Pos. | Pilota              | Moto   | Tempo     | Punti |
| ---- | ------------------- | ------ | --------- | ----- |
| 1    | John Williams       | Suzuki | 39' 22" 8 | 15    |
| 2    | Barry Sheene        | Suzuki | +7" 4     | 12    |
| 3    | Marcel Ankoné       | Suzuki | +17"      | 10    |
| 4    | Michel Rougerie     | Suzuki | +28" 6    | 8     |
| 5    | Teuvo Länsivuori    | Suzuki | +38" 6    | 6     |
| 6    | Dieter Braun        | Suzuki | +41" 1    | 5     |
| 7    | Chas Mortimer       | Suzuki | +56" 5    | 4     |
| 8    | Pat Hennen          | Suzuki | +57" 7    | 3     |
| 9    | John Newbold        | Suzuki | +59" 9    | 2     |
| 10   | Helmut Kassner      | Suzuki | +1' 03" 9 | 1     |
| 11   | Alex George         | Suzuki |           |       |
| 12   | Tom Herron          | Suzuki |           |       |
| 13   | Boet van Dulmen     | Yamaha |           |       |
| 14   | Jean-Philippe Orban | Yamaha |           |       |
| 15   | Philippe Chaltin    | Yamaha |           |       |
| 16   | Kees van der Kruijs | Yamaha |           |       |
| 17   | Etienne Geeraerd    | Yamaha |           |       |

### Ritirati
| Pilota             | Moto   | Motivo ritiro |
| ------------------ | ------ | ------------- |
| Víctor Palomo      | Yamaha |               |
| Giacomo Agostini   | Suzuki |               |
| Philippe Coulon    | Suzuki |               |
| Jack Findlay       | Suzuki |               |
| Takazumi Katayama  | Suzuki |               |
| Jules Nies         | Suzuki |               |
| Bernard Fau        | Yamaha |               |
| Karl Auer          | Yamaha |               |
| Bruno Kneubühler   | Yamaha |               |
| Nico Cereghini     | Suzuki |               |
| Olivier Chevallier | Yamaha |               |

## Classe 250
30 piloti alla partenza, 19 al traguardo.

### Arrivati al traguardo
| Pos. | Pilota              | Moto              | Tempo     | Punti |
| ---- | ------------------- | ----------------- | --------- | ----- |
| 1    | Walter Villa        | Harley-Davidson   | 45'51" 9  | 15    |
| 2    | Paolo Pileri        | Bimota-Morbidelli | +48" 6    | 12    |
| 3    | Takazumi Katayama   | Yamaha            | +57" 3    | 10    |
| 4    | John Dodds          | Yamaha            | +57" 5    | 8     |
| 5    | Gianfranco Bonera   | Harley-Davidson   | +57" 9    | 6     |
| 6    | Víctor Palomo       | Yamaha            | +58" 3    | 5     |
| 7    | Dieter Braun        | Yamaha            | +58" 9    | 4     |
| 8    | Pentti Korhonen     | Yamaha            | +1' 08" 4 | 3     |
| 9    | Patrick Fernandez   | Yamaha            | +1' 21"   | 2     |
| 10   | Tom Herron          | Yamaha            | +1' 21" 2 | 1     |
| 11   | Victor Soussan      | Yamaha            |           |       |
| 12   | Henk van Kessel     | Yamaha            |           |       |
| 13   | Philippe Bouzanne   | Yamaha            |           |       |
| 14   | Boet van Dulmen     | Yamaha            |           |       |
| 15   | Manuel Arias        | Yamaha            |           |       |
| 16   | Jean-François Baldé | Yamaha            |           |       |
| 17   | Ken Nemoto          | Yamaha            |           |       |
| 18   | Franco Uncini       | Yamaha            |           |       |
| 19   | Richard Hubin       | Yamaha            |           |       |

## Classe 125
25 piloti alla partenza, 14 al traguardo.

### Arrivati al traguardo
| Pos. | Pilota               | Moto       | Tempo     | Punti |
| ---- | -------------------- | ---------- | --------- | ----- |
| 1    | Ángel Nieto          | Bultaco    | 44' 47" 1 | 15    |
| 2    | Paolo Pileri         | Morbidelli | +4" 8     | 12    |
| 3    | Eugenio Lazzarini    | Morbidelli | +56" 7    | 10    |
| 4    | Gert Bender          | Bender     | +1' 07"   | 8     |
| 5    | Harald Bartol        | Morbidelli | +1' 17" 9 | 6     |
| 6    | Patrick Plisson      | Morbidelli | +2' 35" 6 | 5     |
| 7    | Stefan Dörflinger    | Morbidelli | +2' 36" 5 | 4     |
| 8    | Juliaan Vanzeebroeck | Morbidelli | +2' 46" 1 | 3     |
| 9    | Leif Gustafsson      | Yamaha     | +3' 15" 1 | 2     |
| 10   | Cees van Dongen      | Morbidelli | +3' 33" 2 | 1     |
| 11   | Horst Seel           | Seel-Maico |           |       |
| 12   | Hans Müller          | Yamaha     |           |       |
| 13   | Anton Mang           | Morbidelli |           |       |
| 14   | Piet van Niel        | Yamaha     |           |       |

## Classe 50
19 piloti al traguardo.

### Arrivati al traguardo
| Pos. | Pilota             | Moto           | Tempo     | Punti |
| ---- | ------------------ | -------------- | --------- | ----- |
| 1    | Herbert Rittberger | Kreidler       | 31' 20" 7 | 15    |
| 2    | Ángel Nieto        | Bultaco        | +20" 1    | 12    |
| 3    | Ulrich Graf        | Kreidler       | +37" 7    | 12    |
| 4    | Eugenio Lazzarini  | UFO-Morbidelli | +1' 07" 6 | 8     |
| 5    | Benjamin Laurent   | 3B-Kreidler    | +1' 09" 8 | 6     |
| 6    | Engelbert Kip      | Kreidler       |           | 5     |
| 7    | Rudolf Kunz        | Kreidler       |           | 4     |
| 8    | Cees van Dongen    | Kreidler       |           | 3     |
| 9    | Hans Hummel        | Kreidler       |           | 2     |
| 10   | Stefan Dörflinger  | Kreidler       |           | 1     |
| 11   | Ramón Galí         | Derbi          |           |       |
| 12   | Pierre Dumont      | Kreidler       |           |       |
| 13   | Ingo Emmerich      | Kreidler       |           |       |
| 14   | Rolf Blatter       | Kreidler       |           |       |
| 15   | Wolfgang Golembeck | Kreidler       |           |       |
| 16   | Guido de Lys       | Kreidler       |           |       |
| 17   | Juup Bosman        | Kreidler       |           |       |
| 18   | Theo Timmer        | Kreidler       |           |       |
| 19   | Guy Muyters        | Kreidler       |           |       |

## Classe sidecar
16 equipaggi al traguardo.

### Arrivati al traguardo
| Pos | Pilota                | Passeggero                | Moto            | Tempo     | Punti |
| --- | --------------------- | ------------------------- | --------------- | --------- | ----- |
| 1   | Rolf Steinhausen      | Sepp Huber                | Busch-König     | 39' 56" 5 | 15    |
| 2   | Werner Schwärzel      | Andreas Huber             | König           | +0" 3     | 12    |
| 3   | Helmut Schilling      | Rainer Gundel             | Schmid-Fath     | +2" 7     | 10    |
| 4   | Siegfried Schauzu     | Wolfgang Kalauch          | Schmid-Fath     | +38" 9    | 8     |
| 5   | Rudi Kurth            | Dane Rowe                 | CAT-Yamaha      | +1' 24" 3 | '6    |
| 6   | George O'Dell         | Alan Gosling              | Windle-Yamaha   | +1' 53" 9 | '5    |
| 7   | Otto Haller           | Erich Haselbeck           | Krauser-BMW     | +1' 58" 8 | 4     |
| 8   | Ted Jansen            | Erich Schmitz             | Yamaha          | +2' 17" 7 | 3     |
| 9   | Malcolm Hobson        | John Inchcliff            | Hamilton-Yamaha | +2' 26" 8 | 2     |
| 10  | Alain Michel          | Bernard Garcia            | GEP-Yamaha      | +2' 44" 9 | 1     |
| 11  | Dick Greasley         | Cliff Holland             | Windle-Yamaha   |           |       |
| 12  | Bruno Holzer          | Karl Meierhans            | LCR-Yamaha      |           |       |
| 13  | Heinz Luthringshauser | Lorenzo Puzo              | Busch-BMW       |           |       |
| 14  | Heinz Thevissen       | Juppi Esch                | HTS             |           |       |
| 15  | Mark Alexandre        | Paul Gerard               | König           |           |       |
| 16  | Hermann Schmid        | Martial Jean-Petit-Matile | Schmid-Yamaha   | +1 giro   |       |

## Fonti e bibliografia
- (EN) Chris Carter (a cura di), Motocourse 1976-77, Richmond, Surrey, Hazleton Securities Ltd, 1976,  pp. 92-99, ISBN 0-905138-02-3.